# Freestyle-Skiing-Juniorenweltmeisterschaften 2013
Die 7. FIS Freestyle-Skiing-Juniorenweltmeisterschaften fanden vom 26. bis zum 31. März 2013 in Chiesa in Valmalenco statt. Ausgetragen wurden Wettkämpfe im Moguls, Dual Moguls, Aerials, Skicross, Halfpipe und Slopestyle.

## Medaillenspiegel
| Platz | Land                   | Gold | Silber | Bronze | Gesamt |
| ----- | ---------------------- | ---- | ------ | ------ | ------ |
| 1     | Vereinigte Staaten     | 3    | 5      | 1      | 9      |
| 2     | Russland               | 1    | 2      | 2      | 5      |
| 3     | Schweden               | 1    | 1      | -      | 2      |
| 4     | Deutschland            | 1    | -      | 2      | 3      |
| 5     | Schweiz                | 1    | -      | 1      | 2      |
| 6     | Volksrepublik China    | 1    | -      | -      | 1      |
| 6     | Japan                  | 1    | -      | -      | 1      |
| 6     | Kanada                 | 1    | -      | -      | 1      |
| 6     | Norwegen               | 1    | -      | -      | 1      |
| 6     | Italien                | 1    | -      | -      | 1      |
| 11    | Vereinigtes Königreich | -    | 1      | 2      | 3      |
| 12    | Frankreich             | -    | 1      | 1      | 2      |
| 13    | Finnland               | -    | 1      | -      | 1      |
| 13    | Ukraine                | -    | 1      | -      | 1      |
| 15    | Österreich             | -    | -      | 1      | 1      |
| 15    | Belarus                | -    | -      | 1      | 1      |
| 15    | Kasachstan             | -    | -      | 1      | 1      |
|       | Gesamt                 | 12   | 12     | 12     | 36     |

## Ergebnisse Frauen

### Aerials
| Platz | Land                   | Sportlerin              |
| ----- | ---------------------- | ----------------------- |
| 1     | Volksrepublik China    | Quan Huilin             |
| 2     | Ukraine                | Anastassija Nowossad    |
| 3     | Russland               | Alexandra Orlowa        |
| 4     | Ukraine                | Nadiya Mokhnatska       |
| 5     | Ukraine                | Nadiya Zhukovska        |
| 6     | Kasachstan             | Schanbota Aldabergenowa |
| 7     | Belarus                | Hanna Roslik            |
| 8     | Vereinigtes Königreich | Elodie Wallace          |
| 9     | Vereinigte Staaten     | Morgan Northrop         |

Datum: 26. März 2013

Es waren neun Teilnehmerinnen am Start.

### Moguls
| Platz | Land                   | Sportlerin              |
| ----- | ---------------------- | ----------------------- |
| 1     | Vereinigte Staaten     | Keaton McCargo          |
| 2     | Vereinigtes Königreich | Leonie Gerken Schofield |
| 3     | Vereinigte Staaten     | Kaitlyn Harrell         |
| 4     | Frankreich             | Camille Cabrol          |
| 5     | Frankreich             | Perrine Laffont         |
| 6     | Vereinigte Staaten     | Ali Kariotis            |
| 7     | Japan                  | Ako Iwamoto             |
| 8     | Schweiz                | Nicole Gasparini        |
| 9     | Tschechien             | Kristyna Hnykova        |
| 10    | Südkorea               | Seo Jee-won             |

Datum: 27. März 2013

Es waren 23 Teilnehmerinnen am Start.

Weitere Teilnehmerinnen aus deutschsprachigen Ländern:

 Miriam Engler: 13. Platz

### Dual Moguls
| Platz | Land                   | Sportlerin              |
| ----- | ---------------------- | ----------------------- |
| 1     | Vereinigte Staaten     | Keaton McCargo          |
| 2     | Vereinigte Staaten     | Kaitlyn Harrell         |
| 3     | Frankreich             | Perrine Laffont         |
| 4     | Japan                  | Ako Iwamoto             |
| 5     | Norwegen               | Hedvig Wessel           |
| 6     | Vereinigte Staaten     | Ali Kariotis            |
| 7     | Vereinigtes Königreich | Leonie Gerken Schofield |
| 8     | Japan                  | Satsuki Ito             |

Datum: 30. März 2013

Es waren 21 Teilnehmerinnen am Start.

Weitere Teilnehmerinnen aus deutschsprachigen Ländern:

 Nicole Gasparini: 9. Platz

 Miriam Engler: 13. Platz

 Lara Frost: 14. Platz

### Skicross
| Platz | Land       | Sportlerin              |
| ----- | ---------- | ----------------------- |
| 1     | Kanada     | Marielle Thompson       |
| 2     | Russland   | Jekaterina Malzewa      |
| 3     | Russland   | Jekaterina Starichenko  |
| 4     | Schweden   | Sandra Näslund          |
| 5     | Frankreich | Alizée Baron            |
| 6     | Italien    | Sabine Wolfsgruber      |
| 7     | Russland   | Mayya Averyanova        |
| 8     | Kanada     | India Sherret           |
| 9     | Norwegen   | Josefine Cornelia Fiane |
| 10    | Frankreich | Amelie Schneider        |

Datum: 29. März 2013

Es waren 31 Teilnehmerinnen am Start.

Weitere Teilnehmerinnen aus deutschsprachigen Ländern:

 Verena Bogner: 11. Platz

 Zoe Cheli: 12. Platz

 Michelle Buchholzer: 15. Platz

 Katharina Tordi: 16. Platz

 Christina Langreiter: 17. Platz

 Zoe Chastan: 21. Platz

 Chloe Nicaty: 23. Platz

### Halfpipe
| Platz | Land                   | Sportlerin            |
| ----- | ---------------------- | --------------------- |
| 1     | Schweiz                | Nina Ragettli         |
| 2     | Vereinigte Staaten     | Zyre Austin           |
| 3     | Vereinigtes Königreich | Rowan Cheshire        |
| 4     | Russland               | Elizavetta Chesnokova |
| 5     | Vereinigte Staaten     | Hannah Haupt          |
| 6     | Vereinigte Staaten     | Jamie Crane-Mauzy     |
| 7     | Niederlande            | Isabelle Hanssen      |

Datum: 28. März 2013

Es waren sieben Teilnehmerinnen am Start.

### Slopestyle
| Platz | Land                   | Sportlerin        |
| ----- | ---------------------- | ----------------- |
| 1     | Deutschland            | Lisa Zimmermann   |
| 2     | Vereinigte Staaten     | Alexi Micinski    |
| 3     | Vereinigtes Königreich | Katie Summerhayes |
| 4     | Schweiz                | Camillia Berra    |
| 5     | Vereinigte Staaten     | Julia Krass       |
| 6     | Schweden               | Emma Hogland      |
| 7     | Japan                  | Nanaho Kiriyama   |
| 8     | Deutschland            | Sarah Pöppel      |
| 9     | Vereinigte Staaten     | Isabel Atkin      |
| 10    | Vereinigtes Königreich | Anna Vincenti     |

Datum: 31. März 2013

Es waren 16 Teilnehmerinnen am Start.

Weitere Teilnehmerinnen aus deutschsprachigen Ländern:

 Philomena Bair: 16. Platz

## Ergebnisse Männer

### Aerials
| Platz | Land                   | Sportler               |
| ----- | ---------------------- | ---------------------- |
| 1     | Russland               | Stanislaw Nikitin      |
| 2     | Russland               | Wassili Polenow        |
| 3     | Belarus                | Dmitry Glushakov       |
| 4     | Volksrepublik China    | Wang Xindi             |
| 5     | Volksrepublik China    | Wu Shudi               |
| 6     | Schweiz                | Dimitri Isler          |
| 7     | Vereinigte Staaten     | Mac Bohonnon           |
| 8     | Vereinigtes Königreich | Lloyd Wallace          |
| 9     | Belarus                | Stanislau Hladtschanka |
| 10    | Belarus                | Artsiom Bashlakou      |

Datum: 26. März 2013

Es waren 18 Teilnehmer am Start.

Weitere Teilnehmer aus deutschsprachigen Ländern:

 Fabian Kern: 15. Platz

 Nicolas Gygax: 18. Platz

### Moguls
| Platz | Land               | Sportler          |
| ----- | ------------------ | ----------------- |
| 1     | Schweden           | Ludvig Fjällström |
| 2     | Finnland           | Jussi Penttala    |
| 3     | Deutschland        | Pirmin Kaufmann   |
| 4     | Frankreich         | Benjamin Cavet    |
| 5     | Finnland           | Jimi Salonen      |
| 6     | Vereinigte Staaten | Bruce Perry       |
| 7     | Iran               | Darius Baradaran  |
| 8     | Schweden           | Jens Lauritz      |
| 9     | Frankreich         | Yohann Seigneur   |
| 10    | Japan              | Kousuke Sugimoto  |

Datum: 27. März 2013

Es waren 36 Teilnehmer am Start.

Weitere Teilnehmer aus deutschsprachigen Ländern:

 Felix Pfeiffer: 26. Platz

 Tristano Martini: 27. Platz

 Nicolo Manna: 28. Platz

 Fabio Gasparini: 33. Platz

### Dual Moguls
| Platz | Land               | Sportler          |
| ----- | ------------------ | ----------------- |
| 1     | Vereinigte Staaten | Thomas Rowley     |
| 2     | Schweden           | Ludvig Fjällström |
| 3     | Kasachstan         | Pawel Kolmakow    |
| 4     | Frankreich         | Jules Escobar     |
| 5     | Südkorea           | Choi Jae-woo      |
| 6     | Schweiz            | Marco Tadé        |
| 7     | Russland           | Alexei Pawlenko   |
| 8     | Vereinigte Staaten | Casey Andringa    |

Datum: 30. März 2013

Es waren 36 Teilnehmer am Start.

Weitere Teilnehmer aus deutschsprachigen Ländern:

 Pirmin Kaufmann: 15. Platz

 Fabio Gasparini: 17. Platz

 Tristano Martini: 20. Platz

 Felix Pfeiffer: 33. Platz

### Skicross
| Platz | Land        | Sportler              |
| ----- | ----------- | --------------------- |
| 1     | Italien     | Francesco Mauriello   |
| 2     | Frankreich  | Terence Tchiknavorian |
| 3     | Deutschland | Marzellus Renn        |
| 4     | Tschechien  | Jiri Cech             |
| 5     | Russland    | Roman Ilin            |
| 6     | Frankreich  | Rodolphe Balacco      |
| 7     | Russland    | Sergei Ridsik         |
| 8     | Russland    | Semen Denshchikov     |
| 9     | Frankreich  | Timothe Henzi         |
| 10    | Schweiz     | Timo Müller           |

Datum: 29. März 2013

Es waren 62 Teilnehmer am Start.

Weitere Teilnehmer aus deutschsprachigen Ländern:

 Daniel Traxler: 11. Platz

 Christoph Stolz: 13. Platz

 Johannes Aujesky: 20. Platz

 Romain Détraz: 28. Platz

 Adam Kappacher: 30. Platz

 Felix Klapprott: 34. Platz

 Bryan Zooler: 38. Platz

### Halfpipe
| Platz | Land               | Sportler         |
| ----- | ------------------ | ---------------- |
| 1     | Japan              | Gurimu Narita    |
| 2     | Vereinigte Staaten | Broby Leeds      |
| 3     | Schweiz            | Frederick Iliano |
| 4     | Vereinigte Staaten | John Leonard     |
| 5     | Schweiz            | Fabian Bösch     |
| 6     | Schweiz            | Joel Gisler      |
| 7     | Vereinigte Staaten | Daniel Rosenblum |
| 8     | Schweiz            | Andri Ragettli   |

Datum: 28. März 2013

Es waren 16 Teilnehmer am Start.

Weitere Teilnehmer aus deutschsprachigen Ländern:

 Andreas Gohl: 9. Platz

 Marco Ladner: 13. Platz

### Slopestyle
| Platz | Land               | Sportler                 |
| ----- | ------------------ | ------------------------ |
| 1     | Norwegen           | Felix Stridsberg-Usterud |
| 2     | Vereinigte Staaten | Brent Whipple            |
| 3     | Österreich         | Luca Tribondeau          |
| 4     | Schweiz            | Jonas Hunziker           |
| 5     | Schweiz            | Fabian Bösch             |
| 6     | Schweden           | Jonas Ruthberg           |
| 7     | Frankreich         | Victor Berard            |
| 8     | Vereinigte Staaten | Colter Hale              |

Datum: 31. März 2013

Es waren 51 Teilnehmer am Start.

Weitere Teilnehmer aus deutschsprachigen Ländern:

 Frederick Iliano: 13. Platz

 Andreas Gohl: 24. Platz

 Viktor Thomas Moosmann: 28. Platz

 Lukas Joas: 32. Platz

 Marco Ladner: 36. Platz

 Lucas Mangold: 39. Platz

 Andri Ragettli: 49. Platz